# Wilhelm Hoegner
Wilhelm Hoegner, född 23 september 1887 i München, död 5 mars 1980 i München, var den andra bayerska ministerpresidenten efter Andra världskriget. Han var ministerpresident 1945-1946 och 1954-1957. Han räknas också som fader till den bayerska konstitutionen och är den enda socialdemokrat som suttit på posten. Under hela sitt vuxna liv var han starkt kritisk mot nazismen, och han flyttade också tidigt från Tyskland av den orsaken. Först till Basel, Schweiz och sedan, vid krigsutbrottet 1939, till USA. 

## Biografi
Wilhelm Hoegner föddes i München 1887 som son till Michael Georg Hoegner och Therese Engelhardt. Han växte upp i Burghausen och kom sedan att studera juridik i München, Berlin och Erlangen. Efter examen arbetade han som advokat. 1918 gifte han sig med Anna Woock, som han fick två barn tillsammans med. 1919 blev han medlem av det socialdemokratiska partiet SPD. 1923 var han involverad i undersökningen angående Hitlers Ölkällarkupp, och detta var en av orsakerna till att han tidigt tog ställning mot Hitler och nazismen. Han publicerade anonymt en rapport om undersökningen vilken räknas som ett viktigt historiskt dokument eftersom nazisterna efter maktövertagandet 1933 förstörde alla officiella rapporter om kuppen.. 
- Der Faschismus und die Intellektuellen (1934)
- Politik und Moral (1937)
- Die verratene Republik. Geschichte der deutschen Gegenrevolution (1958)
- Der schwierige Außenseiter. Erinnerungen eines Abgeordneten, Emigranten und Ministerpräsidenten (1959)
- Flucht vor Hitler. Erinnerungen an die Kapitulation der ersten deutschen Republik 1933 (1977)